# Мин Ђин Ли
Мин Ђин Ли (1968) је корејско-америчка списатељица и новинарка. Ауторка је новеле Пачинко (2017).

## Биографија
Мин Ђин Ли рођена је у Сеулу, Јужна Кореја. Њена породица доселила се у САД 1976. године, када је она имала седам година. Одрасла је у Њујорку  Студирала је историју на Јејлу.  Живела је у Јапану од 2007. до 2011. Сада живи у Харлему, Менхетн са својим сином Семом и мужем Кристофером.
Лијева је 2018. изјавила да су дела попут Мидлмарч, Џорџ Елиот, и Библије највише утицала на њу као писца.

## Дела

### Пачинко
2017. Лијева је објавила историјску новелу Пачинко, која прати животе корејских ликова који временом мигрирају у Јапан. Ово је прва новела о јапанској и корејској култури која је писана за одраслу публику чији је матерњи језик енглески. Књига је добила снажне критике, укључујући и оне од стране листа Гардијан, Њујорк Тајмса , ББЦ и других. У интервјуу за Вашингтон пост, Роксана Геј изјавила је да је Пачинко њена омиљена књига из 2017. године.  Њујорк Тајмс прогласио је ову књигу једном од 10 најбољих књига из 2017. године.
Књига је ушла 2017. године у финале Националне књижевне награде за белетристику . Августа 2018. године објављено је да је компанија Епл добила права да екранизује новелу у телевизијску серију за Епл ТВ+. Предвиђено је да серија има осам епизода.

### Бесплатна храна за милионере
Њена прва књига Бесплатна храна за милионере, објављена 2007.  Проглашена је за једну од 10 најбољих књига године од стране Тајмса. Новела је објављена у Уједињеном Краљевству 2007. године, у Италији и Јужној Кореји.

### Кратке приче
- Оса среће (2004) – Добитник Наративне награде .[16]

- Домовина (2002) – Награда Вилијам Педен за најбољу кратку причу [17]

### Новеле
- Бесплатна храна за милионере (2007) [18]

- Пачинко (2017) [19]